# 2001 FN194
2001 FN194, também escrito como 2001 FN194, é um corpo celeste que está localizado no disco disperso, uma região do Sistema Solar. Ele possui uma magnitude absoluta de 8,3 e tem um diâmetro estimado de cerca de 96 km.

## Descoberta
2001 FN194 foi descoberto no dia 22 de março de 2001.

## Órbita
A órbita de 2001 FN194 tem uma excentricidade de 0,477 e possui um semieixo maior de 66,954 UA. O seu periélio leva o mesmo a uma distância de 34,989 UA em relação ao Sol e seu afélio a 98,918 UA.